# 競賽馬

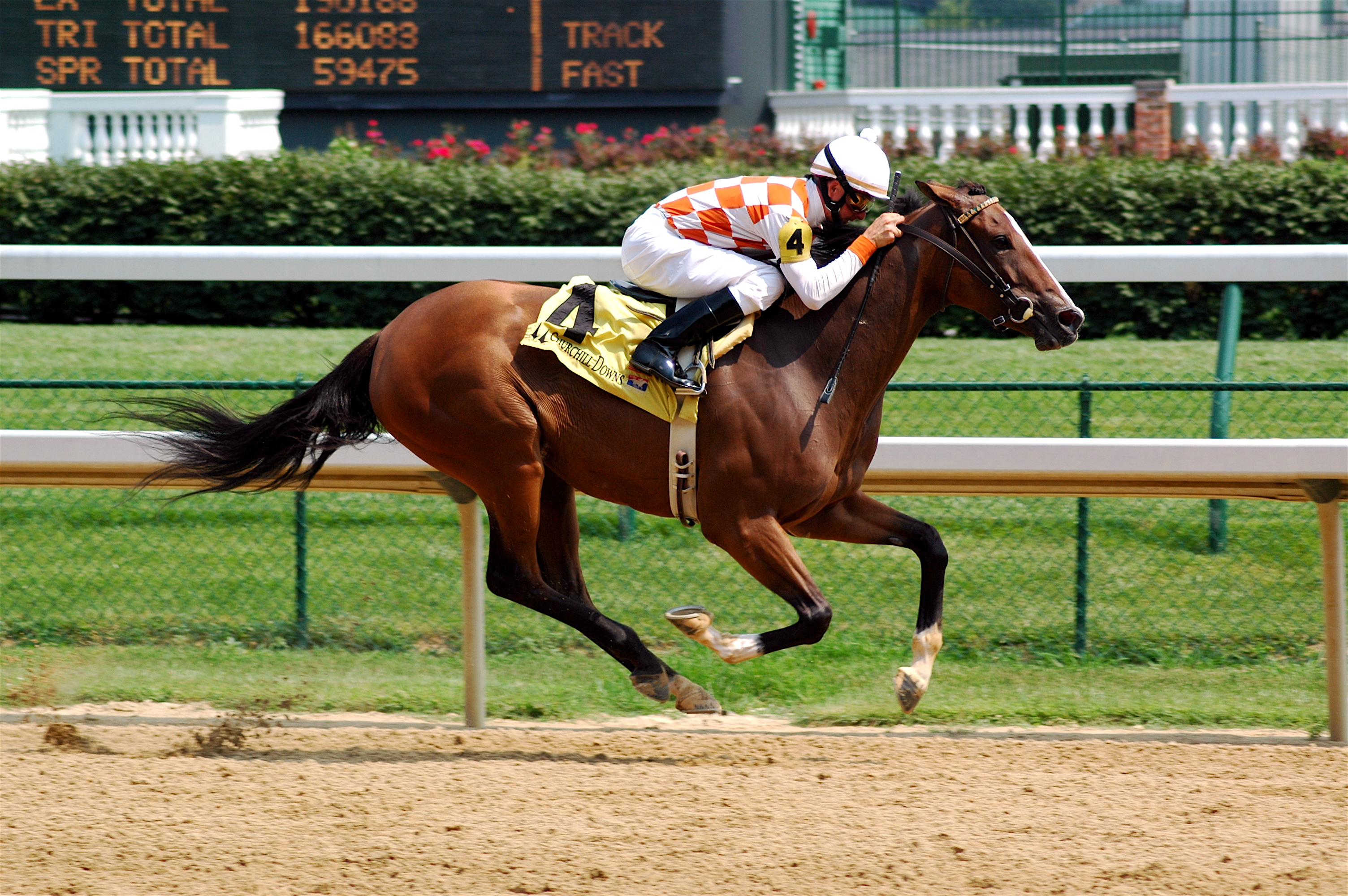
競賽馬

競賽馬是一種為賽馬而訓練及改良的馬匹的總稱。競賽馬一般都是純種馬，由於每匹馬的體質都不同，而這又對馬匹的競爭力有莫大關係，因此競賽馬的血統非常重要。很多已退役的馬王都會安排作為配種之用。馬匹若不幸在賽事中斷腳，牠們便因難以繼續維持生活而須人道毀滅。